# Рексинген (Нижний Рейн)
Рексинген (фр. Rexingen) — коммуна на северо-востоке Франции в регионе Гранд-Эст (бывший Эльзас — Шампань — Арденны — Лотарингия), департамент Нижний Рейн, округ Саверн, кантон Ингвиллер. До марта 2015 года коммуна административно входила в состав упразднённого кантона Дрюлинген (округ Саверн).
Площадь коммуны — 2,32 км², население — 192 человека (2006) с тенденцией к росту: 205 человек (2013), плотность населения — 88,4 чел/км².

## Население
Население коммуны в 2011 году составляло 203 человека, в 2012 году — 204 человека, а в 2013-м — 205 человек.
| 1962 | 1968 | 1975 | 1982 | 1990 | 1999 | 2006 | 2008 | 2011 | 2012 | 2013 |
| ---- | ---- | ---- | ---- | ---- | ---- | ---- | ---- | ---- | ---- | ---- |
| 180  | 165  | 160  | 155  | 170  | 170  | 192  | 191  | 203  | 204  | 205  |

Динамика населения:

## Экономика
В 2010 году из 132 человек трудоспособного возраста (от 15 до 64 лет) 96 были экономически активными, 36 — неактивными (показатель активности 72,7 %, в 1999 году — 65,7 %). Из 96 активных трудоспособных жителей работали 89 человек (44 мужчины и 45 женщин), 7 числились безработными (пятеро мужчин и две женщины). Среди 36 трудоспособных неактивных граждан 11 были учениками либо студентами, 16 — пенсионерами, а ещё 9 — были неактивны в силу других причин.